# Artur Soares Dias
Pour les articles homonymes, voir Soares et Dias.
Artur Manuel Ribeiro Soares Dias est un arbitre international portugais de football né le 14 juillet 1979 à Vila Nova de Gaia (Portugal).
Il est arbitre depuis 1996. Il est promu dans le championnat portugais comme arbitre portugais de 1re catégorie lors de la saison 2004-2005. 
Il est désormais arbitre de catégorie Élite UEFA. Il fait partie de l'AF Porto.
Il arbitre la finale de la Ligue Europa Conférence 2023-2024 entre Olympiakós et l'ACF Fiorentina.
Le 23 avril 2024, il fait partie de la liste de dix-neuf arbitres centraux désigné par l'UEFA pour l'Euro 2024.

## Statistiques
mis à jour le 30 janvier 2017
- 164 matches de 1re division portugaise.
- 126 matches de 2e division portugaise.